# Arquidiócesis de Nueva Pamplona
La arquidiócesis de Nueva Pamplona (en latín: Archidioecesis Neo-Pampilonensis) es una circunscripción eclesiástica de la Iglesia católica en Colombia. Se trata de una arquidiócesis latina, sede metropolitana de la provincia eclesiástica de Nueva Pamplona. Desde el 15 de octubre de 2019 su arzobispo es Jorge Alberto Ossa Soto.

## Territorio y organización
La arquidiócesis tiene 6571 km² y extiende su jurisdicción sobre los fieles católicos de rito latino residentes en 18 municipios del departamento de Norte de Santander: Bochalema, Pamplona, Salazar de Las Palmas (excepto el corregimiento de El Carmen de Nazareth que pertenece a la diócesis de Cúcuta), Cucutilla, La Esperanza (excepto los corregimientos de La Pedregosa y Pueblo Nuevo que pertenecen a la diócesis de Ocaña), Labateca, Cácota, Arboledas, Cáchira, Pamplonita, Santo Domingo de Silos, Herrán, Toledo (excepto el corregimiento de Gibraltar que pertenece a la diócesis de Arauca), Durania, Mutiscua, Chinácota, Chitagá y Ragonvalia.
Limita con la diócesis de Ocaña y la diócesis de Cúcuta al norte; con la República Bolivariana de Venezuela al este; con la diócesis de Arauca y la diócesis de Málaga-Soatá al sur y con la arquidiócesis de Bucaramanga al oeste.
La sede de la arquidiócesis se encuentra en la ciudad de Pamplona, en donde se halla la Catedral de Santa Clara.
La arquidiócesis tiene como sufragáneas a las diócesis de Arauca, Cúcuta, Ocaña y Tibú.
En 2021 en la arquidiócesis existían 36 parroquias agrupadas en 7 arciprestazgos: San Pedro, Nuestra Señora de las Angustias, San Juan Bautista, Sagrado Corazón de Jesús, San Pablo, San Pio X y Nuestra Señora del Carmen:
Arciprestazgo San Pedro
- Nuestra Señora de las Nieves (Pamplona);
- Nuestra Señora del Carmen (Pamplona);
- San Francisco de Asís (Pamplona);
- El Señor del Humilladero (Pamplona);
- San Pedro Apóstol (Pamplona);
- Santa Marta (Pamplona);
- Divino Salvador (Pamplona);
- Cristo Rey (Pamplona).

Arciprestazgo Nuestra Señora de las Angustias
- San Luis de Gonzaga (Toledo);
- Nuestra Señora de las Angustias (Labateca);
- San Bernardo (San Bernardo de Bata, Toledo);
- Santa Teresita del Niño Jesús (Samoré, Toledo).

Arciprestazgo San Juan Bautista
- San Antonio de Padua (Herrán);
- Santo Niño (Ragonvalia);
- San Juan Bautista (Chinacotá);
- San Miguel arcángel  (chinacota).

Arciprestazgo Sagrado Corazón de Jesús
- San José (Durania);
- Sagrado Corazón de Jesús (Bochalema);
- Nuestra Señora del Rosario (Pamplonita);
- Nuestra Señora de los Remedios (Villa Sucre, Arboledas);
- Cristo Rey (La Donjuana, Bochalema);
- Señor de los Milagros Corozal, Cúcuta;
- Señor de la Misericordia El Diamante, Pamplonita.

Arciprestazgo San Pablo
- San Pablo (Salazar);
- Santísima Trinidad (Arboledas);
- Inmaculada Concepción (Cucutilla);
- San José (San José de la Montaña, Cucutilla);
- Espíritu Santo (Salazar, La Laguna).

Arciprestazgo San Pío X
- Nuestra Señora del Rosario de Chiquinquirá (Babega, Silos);
- Nuestra Señora de los Dolores (Cácota);
- San Juan Nepomuceno (Chitagá);
- San José (Mutiscua);
- Santo Domingo de Silos (Silos).

Arciprestazgo Nuestra Señora del Carmen;
- Nuestra Señora del Carmen (Cáchira);
- San Pedro y San Pablo (La Carrera, Cáchira);
- María Madre de la Iglesia (La Esperanza);
- San Agustín (La Vega, Cáchira).

## Historia
La diócesis de Nueva Pamplona fue erigida el 25 de septiembre de 1835 mediante la bula Coelestem agricolam del papa Gregorio XVI, obteniendo el territorio de la arquidiócesis de Santafé en Nueva Granada (hoy arquidiócesis de Bogotá), de la que originalmente se hizo sufragánea.
José Jorge Torres Estans fue el primer obispo de la diócesis y estableció el seminario diocesano.
Posteriormente cedió partes de su territorio en varias ocasiones para la erección de:
- la diócesis de Socorro (hoy diócesis de Socorro y San Gil) el 20 de marzo de 1895 mediante decreto Iamdudum del papa León XIII;[5]
- la prefectura apostólica de Río Magdalena (hoy diócesis de Barrancabermeja) el 20 de abril de 1928 mediante la bula Dominici gregis del papa Pío XI;[6]
- la prefectura apostólica de Labateca el 15 de junio de 1945 mediante la bula Ecclesiarum omnium del papa Pío XII;[7]
- la prelatura territorial de Bertrania en el Catatumbo (hoy diócesis de Tibú) el 1 de agosto de 1951 mediante la bula In nimium territorium del papa Pío XII;[8]
- la diócesis de Bucaramanga (hoy arquidiócesis de Bucaramanga) el 17 de diciembre de 1952 mediante la bula Cum sit latior del papa Pío XII.[9]

El 29 de mayo de 1956 cedió otra porción de su territorio para la erección de la diócesis de Cúcuta mediante la bula Ecclesiarum omnium del papa Pío XII y también se amplió con el territorio de la suprimida prefectura apostólica de Labateca. Ese día a la vez fue elevada al rango de arquidiócesis metropolitana con la bula Dum rerum humanarum.

## Estadísticas
Según el Anuario Pontificio 2022 la arquidiócesis tenía a fines de 2021 un total de 213 300 fieles bautizados.
| Año                                                                             | Población            | Población | Población      | Sacerdotes | Sacerdotes    | Sacerdotes    | Bautizados por sacerdote | Diáconos permanentes | Religiosos | Religiosos | Parroquias |
| Año                                                                             | Bautizados católicos | Total     | % de católicos | Total      | Clero secular | Clero regular | Bautizados por sacerdote | Diáconos permanentes | Varones    | Mujeres    | Parroquias |
| ------------------------------------------------------------------------------- | -------------------- | --------- | -------------- | ---------- | ------------- | ------------- | ------------------------ | -------------------- | ---------- | ---------- | ---------- |
| 1950                                                                            | 645 960              | 646 471   | 99.9           | 195        | 130           | 65            | 3312                     |                      | 36         | 174        | 65         |
| 1966                                                                            | 165 252              | 165 627   | 99.8           | 76         | 68            | 8             | 2174                     |                      | 19         | 229        | 24         |
| 1970                                                                            | 149 500              | 150 000   | 99.7           | 69         | 66            | 3             | 2166                     |                      | 5          | 125        | 25         |
| 1976                                                                            | 145 000              | 150 000   | 96.7           | 52         | 52            |               | 2788                     |                      |            | 154        | 26         |
| 1980                                                                            | 238 284              | 250 920   | 95.0           | 49         | 49            |               | 4862                     |                      |            | 155        | 26         |
| 1990                                                                            | 292 596              | 303 600   | 96.4           | 47         | 47            |               | 6225                     |                      |            | 128        | 27         |
| 1999                                                                            | 221 926              | 234 967   | 94.4           | 63         | 63            |               | 3522                     |                      |            | 90         | 29         |
| 2000                                                                            | 210 000              | 234 967   | 89.4           | 65         | 65            |               | 3230                     |                      |            | 95         | 34         |
| 2001                                                                            | 205 000              | 213 042   | 96.2           | 71         | 71            |               | 2887                     |                      |            | 92         | 34         |
| 2002                                                                            | 201 529              | 210 000   | 96.0           | 72         | 72            |               | 2799                     |                      |            | 89         | 34         |
| 2003                                                                            | 197 944              | 203 596   | 97.2           | 68         | 68            |               | 2910                     |                      |            | 111        | 34         |
| 2004                                                                            | 192 207              | 197 599   | 97.3           | 67         | 67            |               | 2868                     |                      |            | 79         | 34         |
| 2013                                                                            | 211 300              | 221 000   | 95.6           | 70         | 70            |               | 3018                     |                      |            | 92         | 36         |
| 2016                                                                            | 210 240              | 217 140   | 96.8           | 69         | 69            |               | 3046                     |                      |            | 78         | 36         |
| 2019                                                                            | 215 000              | 225 700   | 95.3           | 72         | 72            |               | 2986                     |                      |            | 63         | 36         |
| 2021                                                                            | 213 300              | 237 000   | 90.0           | 74         | 74            |               | 2882                     |                      |            | 65         | 36         |
| Fuente: Catholic-Hierarchy, que a su vez toma los datos del Anuario Pontificio. |                      |           |                |            |               |               |                          |                      |            |            |            |

## Episcopologio
- José Jorge de Torres y Estans † (21 de noviembre de 1836-19 de abril de 1853 falleció)
  - Sede vacante (1853-1856)
- José Luis Niño † (27 de mayo de 1856-12 de febrero de 1864 falleció)
- Bonifacio Antonio Toscano † (16 de diciembre de 1864-18 de noviembre de 1873 renunció[nota 1])
- Indalecio Barreto † (16 de enero de 1874-20 de marzo de 1875 falleció)
- Ignacio Antonio Parra † (17 de septiembre de 1875-21 de febrero de 1908 falleció)
- Evaristo Blanco † (27 de marzo de 1909-15 de septiembre de 1915 falleció)
- Rafael Afanador y Cadena † (5 de junio de 1916-29 de mayo de 1956 renunció[nota 2])
- Bernardo Botero Álvarez, C.M. † (29 de mayo de 1956-28 de junio de 1959 falleció)
- Aníbal Muñoz Duque † (3 de agosto de 1959-27 de marzo de 1968 nombrado arzobispo coadjutor de Bogotá)
- Alfredo Rubio Díaz † (27 de marzo de 1968-28 de febrero de 1978 retirado)
- Mario Revollo Bravo † (28 de febrero de 1978-25 de junio de 1984 nombrado arzobispo de Bogotá)
- Rafael Sarmiento Peralta † (12 de enero de 1985-21 de junio de 1994 retirado)
- Víctor Manuel López Forero † (21 de junio de 1994-27 de junio de 1998 nombrado arzobispo de Bucaramanga)
- Gustavo Martínez Frías † (18 de marzo de 1999-29 de agosto de 2009 falleció)
- Luis Madrid Merlano (30 de marzo de 2010-6 de junio de 2018 renunció)
- Jorge Alberto Ossa Soto, desde el 15 de octubre de 2019